# Згорњи Прховец
Згорњи Прховец (словен. Zgornji Prhovec) је насељено место у општини Загорје об Сави, Засавска регија, Словенија.

## Историја
До територијалне реорганизације у Словенији био је у саставу старе општине Загорје об Сави.

## Становништво
У попису становништва из 2011. године, Згорњи Прховец је имао 75 становника.
| Број становника према пописима | Број становника према пописима | Број становника према пописима |
| ------------------------------ | ------------------------------ | ------------------------------ |
| 1991                           | 2002                           | 2011                           |
| 10                             | 57                             | 75                             |

Напомена: До 1990. исказивано под именом Прховец. Године 1990. умањено за део насеља који је припојен насељу Излаке.